# Standbeeld van Jan Hendrik Hofmeyr
Het standbeeld van Jan Hendrik Hofmeyr op het Kerkplein in Kaapstad is een sculptuur van de Zuid-Afrikaanse journalist en politicus Jan Hendrik Hofmeyr, liefkozend "Onze Jan" genoemd. Het is gebeeldhouwd door Anton van Wouw en werd op 5 juli 1920 onthuld.
Op de sokkel vermeldt een koperen plaat in het Nederlands:

Jan Hendrik Hofmeyr

[Onze Jan]

4 juli 1845 - 16 oktober 1909

Is het ons ernst

De laatste regel verwijst naar de titel die aan een toespraak werd gegeven die Hofmeyr in 1905 in Stellenbosch hield. Het was een pleidooi voor algemeen gebruik van het Nederlands in de Kaapkolonie, zowel in het openbare als in het privéleven, in het onderwijs en in de ambtenarij.
In april 2015 werd het standbeeld vernield als onderdeel van een brede campagne tegen standbeelden van figuren uit het koloniale tijdperk in Zuid-Afrika. Het voetstuk van het standbeeld werd daarbij bedekt met wit materiaal en de woorden: "Een zwarte vrouw heeft me opgevoed".

## Galerij

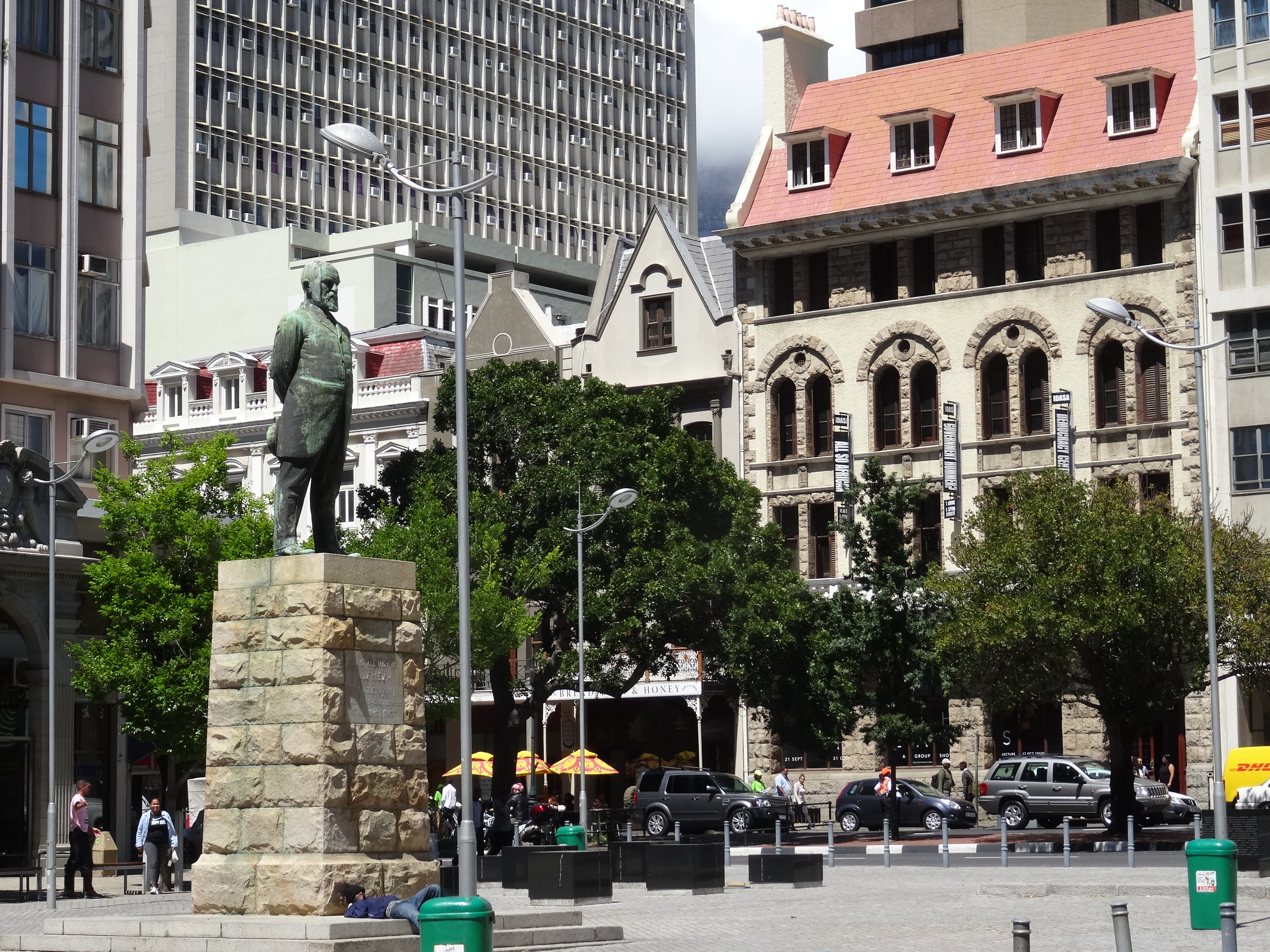
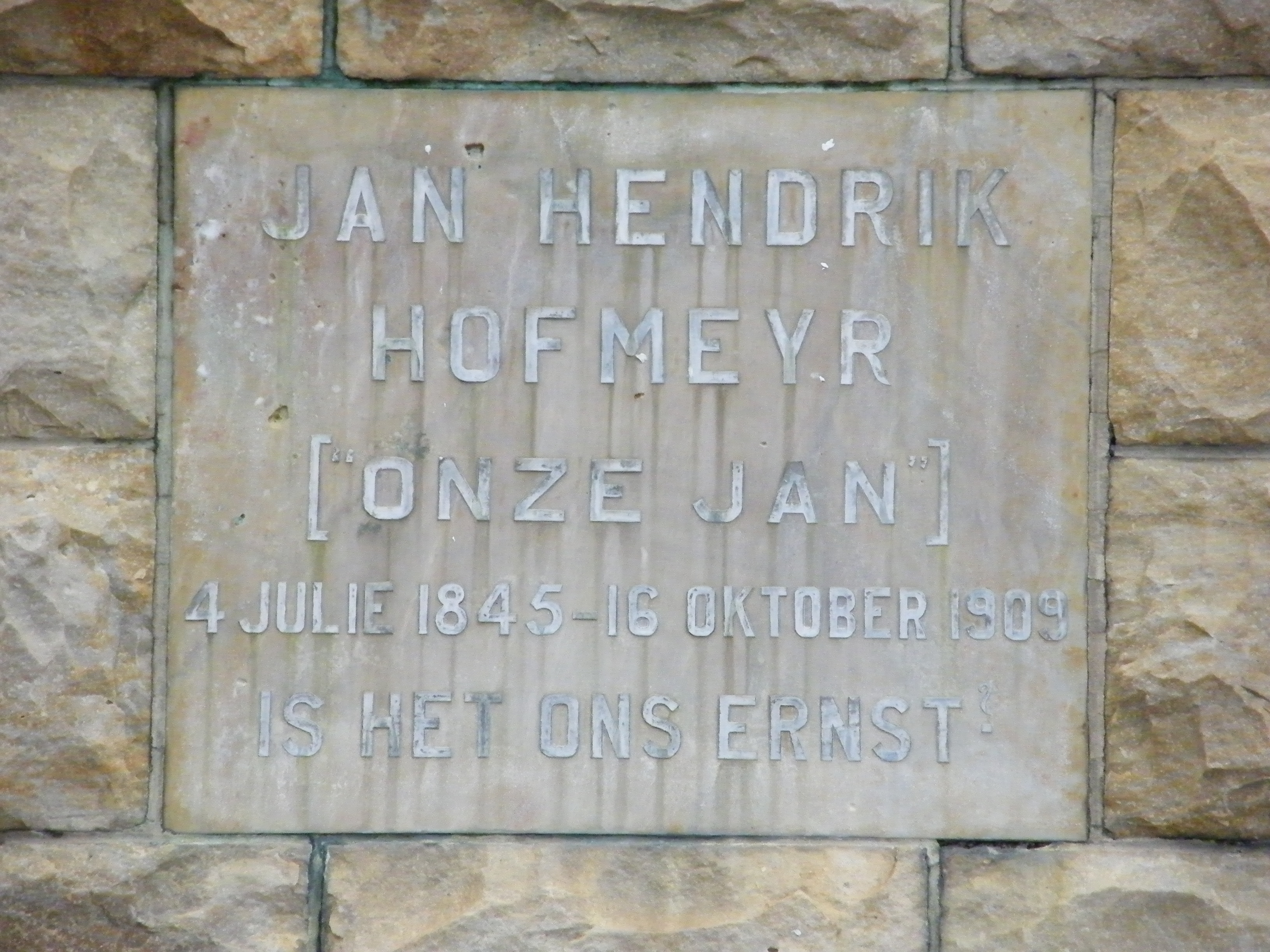
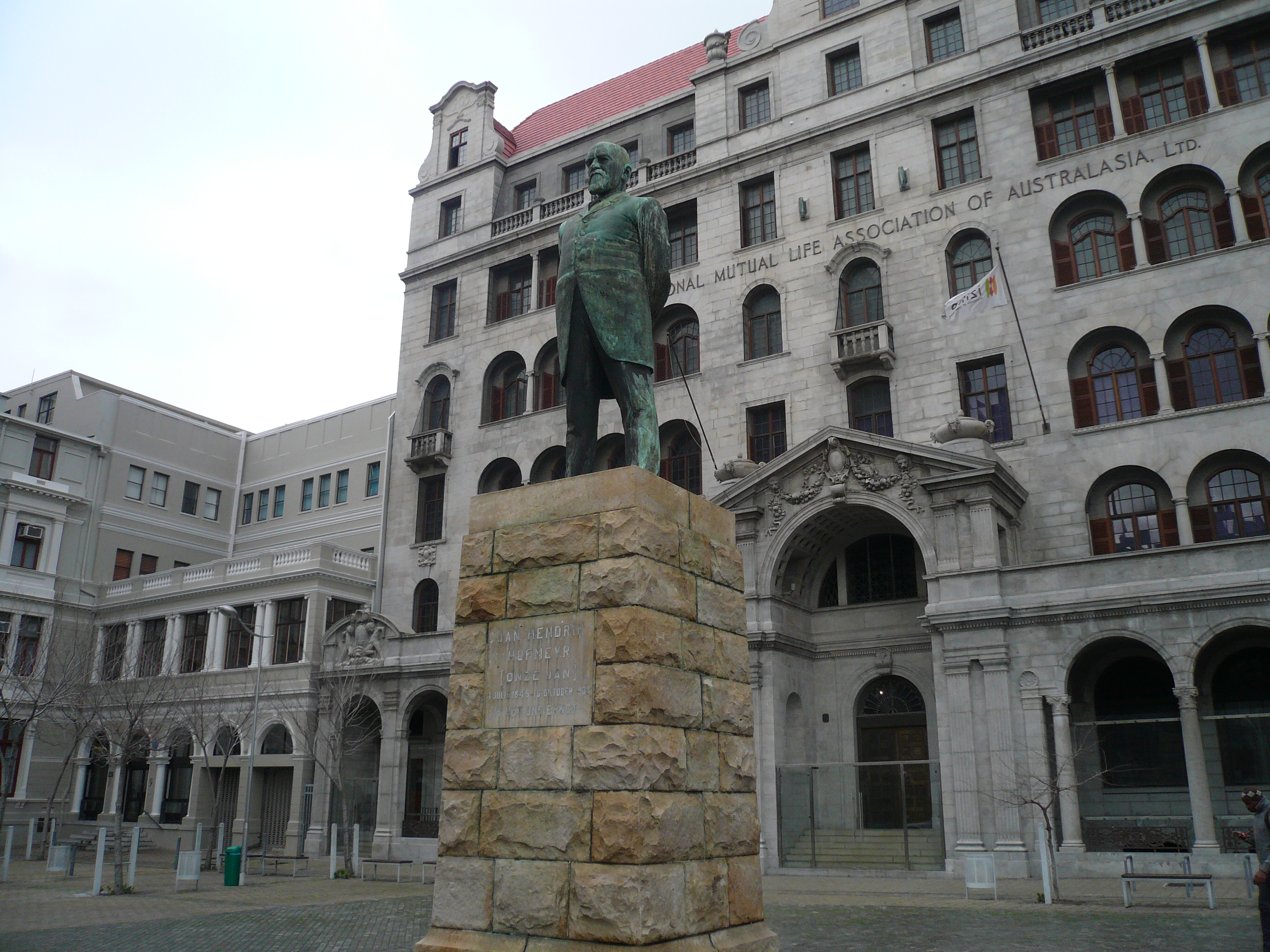